# Macrochloria nitidiventris
Macrochloria nitidiventris là một loài ruồi trong họ Tachinidae.